# Оберфишбах
Оберфишбах (њем. Oberfischbach) општина је у њемачкој савезној држави Рајна-Палатинат. Једно је од 137 општинских средишта округа Рајн-Лан. Према процјени из 2010. у општини је живјело 186 становника. Посједује регионалну шифру (AGS) 7141101.

## Географски и демографски подаци
Оберфишбах се налази у савезној држави Рајна-Палатинат у округу Рајн-Лан. Општина се налази на надморској висини од 355 метара. Површина општине износи 5,0 km². У самом мјесту је, према процјени из 2010. године, живјело 186 становника. Просјечна густина становништва износи 37 становника/km².